# Exynos

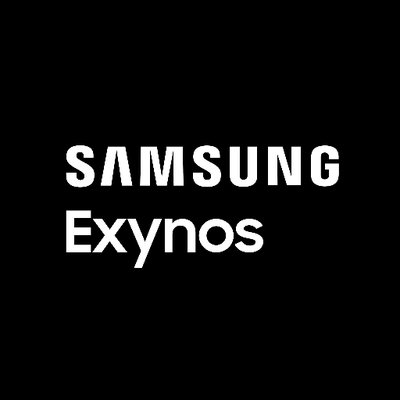
Logo của Samsung Exynos

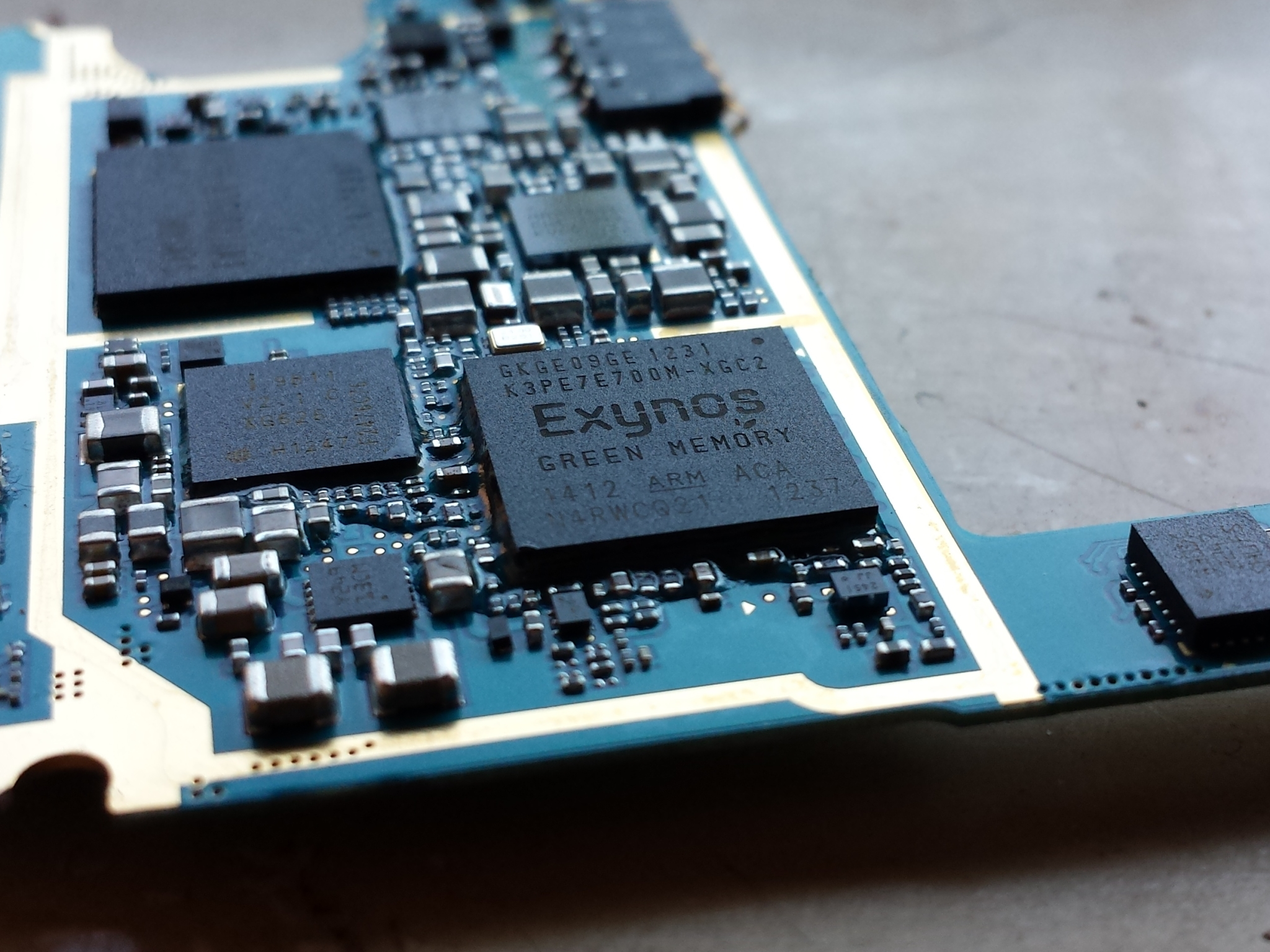
Exynos 4 Quad (4412), trên mạch của điện thoại Samsung Galaxy S III

Exynos là dòng sản phẩm của ARM-based System-on-Chips (SoCs) phát triển và sản xuất bởi Samsung Electronics là sự tiếp nối dòng S3C, S5L và S5P của SoCs Samsung.

## Lịch sử
Vào 2010 Samsung ra mắt S5PC110 (hiện là Exynos 3 đơn) trên chiếc điện thoại Samsung Galaxy S, trong đó đã cấp phép cho ARM Cortex-A8 CPU.
Đầu năm 2011, Samsung lần đầu ra mắt Exynos 4210 SoC trên điện thoại Samsung Galaxy S II. Các mã điều khiển cho Exynos 4210 được có sẵn trong Linux kernel và hỗ trợ được thêm vào trong bản 3.2 vào tháng 11 năm 2011.
Ngày 29 tháng 9 năm 2011, Samsung giới thiệu Exynos 4212 như sự thừa kế cho 4210; có tần số đồng hồ cao hơn và "cao hơn 0% hiệu suất đồ hoạ 3D so vi xử lý thế hệ trước". Bản 32 nm High-K Metal Gate (HKMG) tiêu thụ điện thấp; nó hứa hẹn "giảm tiêu thụ điện 30% so với thế hệ trước."
Ngày 30 tháng 11 năm 2011, Samsung công bố thông tin về SoC sắp tới của họ với CPU lõi kép ARM Cortex-A15, ban đầu được đặt tên là "Exynos 5250" và được đặt tên thành Exynos 5 Dual. SoC này cung cấp giao diện bộ nhớ 12.8 GB/giây băng thông bộ nhớ, hỗ trợ USB 3.0 và SATA 3, có thể giải mã video 1080p ở 60 fps đồng thời có thể hiển thị WQXGA-độ phân giải(2560x1600) trên thiết bị di động cũng như 1080p trên HDMI.
Ngày 26 tháng 4 năm 2012, Samsung phát hành Exynos 4 Quad, sức mạnh trên Samsung Galaxy S III và Samsung Galaxy Note II. Exynos 4 Quad SoC sử dụng thấp hơn 20% năng lượng hơn SoC trên Samsung Galaxy SII. Samsung đã thay đổi một số tên SoCs, Exynos 3110 thành Exynos 3 Single, Exynos 4210 và 4212 thành Exynos 4 Dual 45 nm, and Exynos 4 Dual 32 nm và Exynos 5250 thành Exynos 5 Dual.
Ngày 1 tháng 3 năm 2015, Samsung phát hành Exynos 7 octa (Exynos 7420) dùng trong Galaxy S6 và Galaxy S6 Edge. Exynos 7420 được sản xuất trên tiến trình 14 nm FinFet đầu tiên trên thế giới.

## Danh sách Exynos SoCs
| SoC                                                          | SoC               | CPU      | CPU                                                               | CPU   | CPU             | GPU                                                                         | Công nghệ bộ nhớ                                                                         | Sẵn có               | Thiết bị tích hợp |
| Mã sản phẩm                                                  | Công nghệ bán dẫn | Tập lệnh | Vi kiến trúc                                                      | Lõi   | Tốc độ (GHz)    | GPU                                                                         | Công nghệ bộ nhớ                                                                         | Sẵn có               | Thiết bị tích hợp |
| ------------------------------------------------------------ | ----------------- | -------- | ----------------------------------------------------------------- | ----- | --------------- | --------------------------------------------------------------------------- | ---------------------------------------------------------------------------------------- | -------------------- | --- |
| Exynos 3 Single (trước là S5PC110, Hummingbird, Exynos 3110) | 45 nm             | ARMv7    | Cortex-A8                                                         | 1     | 1.0–1.2         | PowerVR SGX540 @ 200 MHz; 3.2 GFLOPS                                        | 32-bit dual-channel 200 MHz LPDDR, LPDDR2, or DDR2                                       | 2010                 | với 1 GHz: Samsung Galaxy S line, Samsung Wave S8500, Samsung Wave II S8530, Samsung Galaxy Tab, Samsung Droid Charge, Samsung Exhibit 4G, Google Nexus S, Meizu M9, Samsung Stratosphere với 1.2 GHz: Samsung Infuse 4G                 |
| Exynos 3 Quad (Exynos 3470)                                  | 28 nm             | ARMv7    | Cortex-A7                                                         | 4     | 1.4             | Mali-400MP4 @ 450 MHz                                                       | 32-bit dual-channel LPDDR3                                                               | 2014                 | Samsung Galaxy S5 Mini, Samsung Galaxy Light |
| Exynos 4 Dual 45 nm (Exynos 4210)                            | 45 nm             | ARMv7    | Cortex-A9                                                         | 2     | 1.2–1.4         | Mali-400MP4 @ 266 MHz; 10.64 GFLOPS                                         | LPDDR2, DDR2 hoặc DDR3 (6.4 GB/giây)                                                     | 2011                 | với 1.2 GHz: Samsung Galaxy S II, Samsung Galaxy Tab 7.0 Plus với 1.4 GHz: Samsung Galaxy Note, Samsung Galaxy Tab 7.7, Hardkernel ODROID-A, Meizu MX 2-Core (first 2-core model), Cotton Candy by FXI Tech, ORIGEN 4 Dual               |
| Exynos 4 Dual 32 nm (Exynos 4212)                            | 32 nm HKMG        | ARMv7    | Cortex-A9                                                         | 2     | 1.5             | Mali-400MP4 (lõi tứ) @ 400 MHz; 16 GFLOPS                                   | LPDDR2, LPDDR3 hoặc DDR3 (6.4 GB/giây)                                                   | 2011                 | Meizu MX 2-Core (new 2-core model), Samsung Galaxy Tab 3 8.0, Samsung Galaxy S4 zoom |
| Exynos 4 Quad (Exynos 4412)                                  | 32 nm HKMG        | ARMv7    | Cortex-A9                                                         | 4     | 1.4             | ARM Mali-400MP4 (lõi tứ) @ 440 MHz; 17.6 GFLOPS                             | 32-bit dual-channel 400 MHz LPDDR, LPDDR2, DDR2 hoặc DDR3 (6.4 GB/giây)                  | 2012                 | Samsung Galaxy Note 10.1, Samsung Galaxy Camera, Lenovo K860, Newman N2, Ramos W30HD, Meizu MX 4-Core, Hardkernel ODROID-X, ODROID-U, ODROID-Q, ORIGEN 4 Quad, Hyundai T7 Tablet, Samsung Galaxy Pop, Samsung Galaxy Light, Lenovo P700i |
| Exynos 4 Quad (Exynos 4412 Prime)                            | 32 nm HKMG        | ARMv7    | Cortex-A9                                                         | 4     | 1.6             | ARM Mali-400MP4 (lõi tứ) @ 533 MHz; 21.32 GFLOPS                            | 32-bit dual-channel 400 MHz LPDDR, LPDDR2, DDR2 hoặc DDR3 (6.4 GB/giây)                  | 2012                 | Samsung Galaxy S III, Samsung Galaxy Note II, Meizu MX2, Samsung Galaxy Note 8.0, Samsung Galaxy NX, iberry Auxus CoreX4 3G, Hardkernel ODROID-U2, ODROID-X2, ODROID-Q2, Samsung Galaxy Camera 2                                         |
| Exynos 5 Dual (Exynos 5250)                                  | 32 nm HKMG        | ARMv7    | Cortex-A15                                                        | 2     | 1.7             | ARM Mali-T604MP4 @ 533 MHz; 68.224 GFLOPS                                   | 32-bit dual-channel 800 MHz LPDDR3/DDR3 (12.8 GB/giây) hoặc 533 MHz LPDDR2 (8.5 GB/giây) | Q3 2012              | Samsung Chromebook XE303C12, Google Nexus 10, Arndale Board, Huins ACHRO 5250 Exynos, Freelander PD800 HD, Voyo A15, HP Chromebook 11, Samsung Homesync                                                                                  |
| Exynos 5 Octa (Exynos 5410)                                  | 28 nm HKMG        | ARMv7    | Cortex-A15+ Cortex-A7 big.LITTLE                                  | 4+4   | 1.6 1.2         | IT PowerVR SGX544MP3 @ 480 MHz 49 GFLOPS (532 MHz in some full-screen apps) | 32-bit dual-channel 800 MHz LPDDR3 (12.8 GB/giây)                                        | Q2 2013              | Samsung Galaxy S4 I9500, Hardkernel ODROID-XU, Meizu MX3, ZTE Grand S II TD, iBerry CoreX8 3G |
| Exynos 5 Octa (Exynos 5420)                                  | 28 nm HKMG        | ARMv7    | Cortex-A15+ Cortex-A7 (big.LITTLE với GTS)                        | 4+4   | 1.8–1.9 1.3     | ARM Mali-T628 MP6 @ 533 MHz; 109 GFLOPS                                     | 32-bit dual-channel 933 MHz LPDDR3e (14.9 GB/giây)                                       | Q3 2013              | Samsung Chromebook 2 11.6", Samsung Galaxy Note 3, Samsung Galaxy Note 10.1 (2014 Edition), Samsung Galaxy Note Pro 12.2, Samsung Galaxy Tab Pro (12.2 & 10.1), Samsung Galaxy Tab S 8.4, Samsung Galaxy Tab S 10.5, Arndale Octa Board  |
| Exynos 5 Octa (Exynos 5422)                                  | 28 nm HKMG        | ARMv7    | Cortex-A15+ Cortex-A7 (big.LITTLE với GTS)                        | 4+4   | 1.9-2.1 1.3-1.5 | ARM Mali-T628 MP6 @ 533 MHz (109 Gflops)                                    | 32-bit dual-channel 933 MHz LPDDR3/DDR3 (14.9 GB/giây)                                   | Q2 2014              | Samsung Galaxy S5 (SM-G900H), Odroid XU3/XU3-Lite |
| Exynos 5 Octa (Exynos 5800)                                  | 28 nm HKMG        | ARMv7    | Cortex-A15+ Cortex-A7 (big.LITTLE với GTS)                        | 4+4   | 2.1 1.3         | ARM Mali-T628 MP6 @ 533 MHz                                                 | 32-bit dual-channel 933 MHz LPDDR3/DDR3 (14.9 GB/giây)                                   | Q2 2014              | Samsung Chromebook 2 13,3" |
| Exynos 5 Hexa (Exynos 5260)                                  | 28 nm HKMG        | ARMv7    | Cortex-A15+ Cortex-A7 (big.LITTLE with GTS)                       | 2+4   | 1.7 1.3         | ARM Mali-T624 MP2@ 600 MHz                                                  | 32-bit dual-channel 800 MHz LPDDR3 (12.8 GB/giây)                                        | Q2 2014              | Ramos S97, Galaxy Note 3 Neo (announced January, 31st 2014), Samsung Galaxy K zoom |
| Exynos 5 Octa (Exynos 5430)                                  | 20 nm HKMG        | ARMv7    | Cortex-A15+ Cortex-A7 (big.LITTLE với GTS)                        | 4+4   | 1.8-2.0 1.3-1.5 | ARM Mali-T628 MP6 @ 600 MHz; 122 GFLOPS                                     | 32-bit dual-channel 1066 MHz LPDDR3e/DDR3 (17.0 GB/giây)                                 | Q3 2014              | Samsung Galaxy Alpha (SM-G850F), Meizu MX4 Pro |
| Exynos 7 Octa (Exynos 5433/7410)                             | 20 nm HKMG        | ARMv8-A  | Cortex-A57+ Cortex-A53 (big.LITTLE với GTS)                       | 4+4   | 1.9 1.3         | Mali-T760 MP6 @ 700 MHz; 206 GFLOPS (FP16)                                  | 32-bits dual-channel 825 MHz LPDDR3 (13.2 GB/s)                                          | Q4 2014              | Samsung Galaxy Note 4 (SM-N910C) |
| Exynos 7420                                                  | 14 nm             |          | Cortex A57 + Cortex A53 (big.LITTLE + HMP)                        | 4+4   | 2.1 1.5         | Mali-T760 MP8 @ 772 MHz                                                     | 64-bit dual-channle 1552 MHz LPDDR4                                                      | Q1 2015              | Samsung Galaxy S6, Samsung Galaxy S6 Edge, Samsung Galaxy Note 5, Samsung Galaxy S6 Edge+ |
| Exynos 8890                                                  | 14 nm             | ARMv8    | Moongose M1 Custom CPU by Samsung + Cortex A53 (big.LITTLE + HMP) | 4+4   | 2.3 1.5         | Mali-T880 MP12 @650 Mhz                                                     | LPDDR4 1794 Mhz                                                                          | Q1 2016              | Samsung Galaxy S7, Samsung Galaxy S7 Edge, Samsung Galaxy Note 7, Samsung Galaxy Note Fan Edition |
| Exynos 9 Octa (Exynos 8895)                                  | 10 nm             |          | Moongose M2 Custom CPU by Samsung+Cortex-A53                      | 4+4   | 2.5 1.7         | Mali-G71                                                                    | LPDDR4X 1794 Mhz                                                                         | Q1 2017              | Samsung Galaxy S8, Samsung Galaxy S8+, Samsung Galaxy Note8 |
| Exynos 7885                                                  | 14 nm FinFET      |          | Cortex-A73+Cortex-A53                                             | 2+6   | 2.1 1.7         | Mali G71 MP2                                                                | LPDDR4X 1866 Mhz                                                                         | Q1 2018              | Samssung Galaxy A8, Galaxy A8+ |
| Exynos 9 Octa (Exynos 9810)                                  | 10 nm FinFET      |          | Moongose M3 Custom CPU by Samsung+Cortex-A55                      | 4+4   | 2.9 1.9         | Mali-G72 MP18 @572MHz 340,0 GFlops (FP32)                                   | LPDDR4X 1794 Mhz 16 bits 28,7 GB/s                                                       | Q1 2018              | Dự kiến: Galaxy S9, Galaxy S9+, Galaxy Note9 |
| Exynos 990                                                   | 7nm EUV           |          | Moongose M5 Custrom CPU by Samsung+Cortex-A76+Cortex-A55          | 2+2+4 | 2.73 3.0 1.8    | Mali-G77 MP11 @800MHz 1,126 TFlops (FP32)                                   | LPDDR5 2750 Mhz 16 bits 44,0 GB/s                                                        | 24/10/2019 (Q4 2019) | Galaxy S20, Galaxy S20+, Galaxy S20 Ultra, Galaxy S20 FE, Galaxy Note 20, Galaxy Note 20 Ultra, Galaxy Note 20 Ultra 5G |
| Exynos 1080                                                  | 5nm EUV           |          | 1x Cortex A78, 3x Cortex A78, 4x Cortex A55                       | 1+3+4 | 2.8 2.6 2.0     | Mali G78 MP10 @800MHz 1,024TFlops (FP32)                                    | LPDDR4X / LPDDR5 2750 Mhz 16 bits 44,0 GB/s                                              | Q4 2020              | Vivo X60, Vivo X60 Pro |
| Exynos 1280                                                  | 5nm EUV           |          | 2x Cortex A78, 6x Cortex A55                                      | 2+6   | 2.4 2.0         | Mali G68 MP4 @ 1000 MHz; 512 GFLOPS (FP32)                                  | LPDDR4X 16-bits 2133Mhz (34.1 GB/s)                                                      | Q2 2022              | |
| Exynos 2100                                                  | 5nm EUV           |          | 1x Cortex X1, 3x Cortex A78, 4x Cortex A55                        | 1+3+4 | 2.99 2.8 2.2    | Mali-G78 MP14 @854 MHz 1,530 TFlops (FP32)                                  | LPDDR5 3200 Mhz 16 bits 51,2 GB/s                                                        | Q4 2020              | Galaxy S21 Ultra 5G, Galaxy S21+, Galaxy S21 |
| Exynos 2200                                                  | 4nm EUV           | ARMv9    | 1x Cortex X2, 3x Cortex A710, 4x Cortex A510                      | 1+3+4 | 2.8 2.5 1.7     | Xclipse 920 (AMD RDNA2: 6 CU, 384 SP, 24 TMU, 4GB VRAM)                     | LPDDR5 16-bits                                                                           | Q1 2022              | Galaxy S22, Galaxy S22+, Galaxy S22 Ultra |

## Nền tảng tương tự
- AllWinner A1X bởi Allwinner
- Atom bởi Intel
- Ax bởi Apple
- HiSilicon K3 bởi HiSilicon
- i.MX bởi Freescale
- MT bởi MediaTek
- NovaThor bởi ST-Ericsson
- OMAP bởi Texas Instruments
- RK bởi Rockchip Electronics
- Snapdragon bởi Qualcomm
- Tegra bởi Nvidia
- VideoCore bởi Broadcom

## Liên kết
- Samsung Exynos official website